# Mary Gergen
Mary McCanney Gergen (Tyler, 12 de diciembre de 1938 - 22 de septiembre de 2020) fue una psicóloga social estadounidense especializada en estudios feministas, estudios de la mujer y construccionismo social. Es conocida por sus contribuciones al campo de los estudios feministas, el desarrollo organizacional y los procesos sociales.

## Biografía
Gergen nació el 12 de diciembre de 1938 en Tyler, Minesota y luego se mudó con su familia a St. Louis Park, un suburbio de Mineápolis. Obtuvo su licenciatura en inglés y educación con especialización en habla y teatro en la Universidad de Minnesota, donde fue elegida Phi Beta Kappa. Ella era miembro de la hermandad de mujeres Delta Gamma. Posteriormente, Gergen obtuvo su maestría en psicología educativa con especialización en consejería en la Universidad de Minnesota. Mary Gergen obtuvo un Ph.D. en la Universidad de Temple en psicología social.
Tras mudarse a Boston con su primer marido, Michael Gebhart, y sus dos hijos, Lisa y Michael, trabajó en la Universidad de Harvard como asistente de investigación en el Departamento de Relaciones Sociales y más tarde en la Escuela de negocios Harvard en marketing. En 1969 se casó con Kenneth J. Gergen y se mudó a Rose Valley, Pensilvania. 
Desde la década de 1970, fue miembro de la Asociación Estadounidense de Psicología y miembro fundador y miembro de Div. 35, Sociedad de Psicología de la Mujer. 
En 1980, Mary Gergen obtuvo un doctorado en psicología en Temple University, con especialización en psicología social. También trabajó durante cuatro años como consultora psicológica para AT&T en su estudio longitudinal de la vida de los gerentes. 
Gergen comenzó su carrera docente en Penn State, Brandywine en 1984 como profesora asistente de psicología y estudios de la mujer. Entre 1988-89, Gergen fue miembro del Instituto de Estudios Avanzados de los Países Bajos. Ganó el premio de enseñanza George W. Atherton, un honor para toda la universidad, en 1966, y se convirtió en profesora titular. Gergen recibió el título de Emérita al retirarse de la universidad en 2006. 
A principios de la década de 1990, fue una de las siete fundadoras de The Taos Institute, una organización sin fines de lucro dedicada al desarrollo de ideas construccionistas sociales dentro de diversas áreas de práctica, que incluyen terapia, consultoría organizacional y educación. Es cocreadora del boletín informativo sobre envejecimiento positivo healthandage.com, una fuente de noticias distribuida electrónicamente diseñada para reconstruir el estereotipo negativo del envejecimiento y para proporcionar una alternativa que tiene un potencial más prometedor. También edita la serie Tempo Book. Mary Gergen viajó internacionalmente para dar conferencias y talleres y sirvió en los comités de examen y como examinadora externa de Ph.D. Tesis de muchos países, además de supervisar varias tesis doctorales y enseñar en un programa de psicología teórica en la Universidad Massey, Nueva Zelanda.

## Trabajo
Las principales contribuciones de Gergen se encuentran en la intersección de la teoría feminista y las ideas del construccionismo social. Su intento, al principio, fue desarrollar una alternativa en los estudios de género tanto al modo empirista hegemónico como a la orientación del punto de vista feminista. Esta alternativa surgió de su compromiso con la teoría construccionista social. 

### Hacia una metodología feminista
Su primer gran esfuerzo para abordar este cambio “Hacia una metodología feminista” apareció en su libro editado, Pensamiento feminista y la estructura del conocimiento en 1988. Más tarde, su lector, Toward a New Psychology of Gender (1997), editado con Sara N. Davis, intentó ejemplificar los nuevos potenciales del campo. Su trabajo en temas de género es principalmente cualitativo, con especial énfasis en los métodos narrativos. Un enfoque principal de este trabajo ha sido las narrativas de género y sus implicaciones para las carreras de las mujeres. Su interés por la narrativa la ha llevado recientemente a preocuparse por las narrativas de la naturaleza y la conexión humano-ambiental. 

### Psicología performativa
Gergen también ha estado innovando en el desarrollo de un campo de la psicología performativa, en el que las presentaciones dramáticas se presentan como una forma tanto de realizar investigaciones como de comunicarse con sus pares y el público. Pionera de este enfoque en psicología, su primera actuación en solitario, "From Mod-Masculinity to Post-Mod Macho: A Feminist Re-play" se presentó en un simposio sobre "Postmodernidad y psicología" en Aarhus, Dinamarca, en junio de 1989. En sus escritos, también intenta expandirse más allá de las formas convencionales para generar múltiples perspectivas y desafiar las formas de orden existentes. Se pueden encontrar ejemplos de este enfoque en lo que puede ser su trabajo más importante, Reconstruyendo la psicología: narrativa, género y desempeño (2001). 

## Publicaciones Seleccionadas
- Reconstrucciones feministas en psicología. Narrativa, género y performance, Thousand Oaks, CA: Sage. (2001).
- Construccionismo social: un lector. Londres: Sage, (2003) (Editado con KJ Gergen).
- Construccionismo social: Entrar en el diálogo (2004) Chagrin Falls, OH: Publicaciones del Instituto Taos (con KJ Gergen) Traducido al italiano: La Costruzione Sociale come Dialogogo de Sadi Marhaba (2005). Padua: Logos Edizioni; Traducido al francés: Le Constructionism Social: Un Guide Pour Dialoguer de Alain Robiolio (2006). Bruselas: SATAS.
- Comunicación como construcción social: lecturas, investigación, reconstrucción 2008). Allyn & Bacon, (con KJ Gergen y Stuart Schrader).
- Toward a New Psychology of Gender, Nueva York: Routledge, 1997. (con Sara N. Davis).
- Pensamiento feminista y estructura del conocimiento (Ed.). (1988) Nueva York: NYU Press.